# Албрехт I фон Брауншвайг-Грубенхаген
Албрехт I (на немски: Albrecht I; * ок. 1339, † 1383) от род Велфи (Стар Дом Брауншвайг), е херцог на Брауншвайг и Люнебург и княз на Брауншвайг-Грубенхаген-Залцдерхелден от 1361 до смъртта си 1383 г.

## Живот
Той е най-големият син на херцог Ернст I Стари (1297 – 1361) и съпругата му Аделхайд фон Еверщайн († 1373), дъщеря на граф Хайнрих II фон Еверщайн.
През 1359 г. Албрехт I става сърегент на баща си. След неговата смърт на 9 март 1361 г. той управлява сам Княжество Грубенхаген, освен няколкото собствености към в Остероде и Херцберг на Харц, които той дава на брат си Фридрих, и живее в замък Залцдерхелден при Айнбек, заради което той е наричан също „херцог към Залце“ („Herzog zum Salze“).
Албрехт I обича историята и науките и често има конфликти с неговите съседи. През 1362 г. той е пленен заедно с брат му Йохан в битката при Арнолдсхаузен от граф Ото фон Валдек и неговия син Хайнрих. Фридрих III, ландграфът на Тюрингия, нахлува два пъти в земите на Албрехт I. През 1365 г. замъкът Залцдерхелден е обсаден от ландграф Фридрих от Тюрингия с около 18 000 души. Замъкът е защитаван с един топ. Нападателите претърпяват големи загуби и скоро се оттеглят. Заради тези караници Албрехт има финансови проблеми и от 1365 г. залага и продава свои собствености.
Албрехт I се жени през 1372 г. за Агнес фон Брауншвайг († 1410), дъщеря на херцог Магнус II от Брауншвайг († 1373) и Катарина фон Анхалт-Бернбург († 1390), дъщеря на княз Бернхард III от Анхалт († 1348) и Агнес фон Саксония-Витенберг († 1338).
Албрехт умира вероятно през 1383 г. и е погребан в манастир „Св. Александър“ в Айнбек.

## Деца
Албрехт I и Агнес фон Брауншвайг имат един син:
- Ерих (* ок. 1383, † 28 май 1427), женен за Елизабет, дъщеря на херцог Ото I от Гьотинген.